# Paul Arnold
Paul D. Arnold (Swansea, 28 de abril de 1968) es un ex–jugador británico de rugby que se desempeñaba como segunda línea.

## Selección nacional
Fue convocado a los Dragones rojos por primera vez en junio de 1990 para enfrentar a la recién creada selección de rugby de Namibia y disputó su último partido en agosto de 1996 ante los Barbarians. En total jugó 16 partidos y marcó dos tries para un total de ocho puntos (un try valía 4 puntos hasta 1993).

### Participaciones en Copas del Mundo
Solo disputó una Copa del Mundo; Inglaterra 1991 donde los Dragones rojos quedaron eliminados en fase de grupos luego ser derrotados por Manu Samoa, vencer a los Pumas y caer ante Australia. Arnold le marcó un try a los sudamericanos y este fue el único con su selección en los mundiales.
| Mundial                       | Sede       | Resultado    | PJ | Tries |
| ----------------------------- | ---------- | ------------ | -- | ----- |
| Copa Mundial de Rugby de 1991 | Inglaterra | Primera fase | 2  | 1     |

## Palmarés
- Campeón de la Premier Division de Gales de 1991-92, 1993-94, 1997-98 y 2000-01.
- Campeón de la Copa de Gales de Rugby de 1995 y 1999.